# Anno 2205
Anno 2205 — компьютерная игра в жанре градостроительного и экономического симулятора с элементами стратегии в реальном времени. Игра разработана немецкой студией Ubisoft Blue Byte и выпущена компанией Ubisoft для Windows в 2015 году. Как и в других играх серии Anno, игроку предлагается управлять городом и развивать его, строя производственные цепочки и заботясь о благополучии жителей. Подобно Anno 2070, действие Anno 2205 происходит в будущем с футуристическими технологиями, и её игровой процесс включает в себя не только развитие города на Земле, но и колонизацию Луны. Игра получила посредственные отзывы обозревателей.

## Игровой процесс
Игрок выступает в роли директора частной компании, которая занимается строительством городов и налаживанием производственных цепочек ресурсов. В отличие от предыдущей игры, где карты создавались с помощью процедурной генерации, в Anno 2205 карты сделаны вручную и могут предлагать игроку уникальные задания, такие, как ремонт разрушенных плотин или освоение архипелага из нескольких островов. Anno 2205 предоставляет игроку возможность «мультисессионной» игры, когда каждый отдельный город строится в той или другой части единого мира и можно застроить городами всю планету.
Основным отличием от Anno 2070 является увеличение максимальной площади города в пять раз. Также в Anno 2205 реализована возможность сессионной игры. Игроку предоставлена возможность играть в трех сессиях: умеренной, арктической и лунной. Но есть и две дополнительные сессии, которые открываются при покупке Season Pass: тундра и орбита.
Каждая сессия разделена на три региона, поэтому игроку представляется возможность играть в двенадцати регионах. Игрок может играть в нескольких сессиях одновременно, то есть, когда вы занимаетесь строительством лунной базы, города продолжают работать, а полярники добывают ресурсы.
Обновленный движок позволяет максимально детализировать игровой процесс.
Каждая из сессий имеет свои уникальные ресурсы и здания. Например, в арктической сессии вы сможете добывать редкие ресурсы для полетов на Луну, а там сможете добывать гелий-3, необходимый для прорыва в термоядерной энергетике. Также только на Луне есть ресурсы, необходимые для технологического прогресса на Земле.
Разработчики реализовали в игре систему модулей, с помощью которой можно повысить производительность и сократить количество потребляемой электроэнергии. Часто строить модули дешевле, чем возводить новые здания.
Правда модули нельзя построить из обычных материалов. Для модулей необходимы редкие материалы. Эти редкие ресурсы вроде магнетита, графена и иридия можно получить тремя способами. Первый — развивая свою базу, мы будем повышать уровень своей корпорации. Восхождение по карьерной лестнице будет давать нам некоторое количество редких ресурсов. Второй способ — торговля. И, наконец, третий и самый интересный способ. Боевые действия в Anno 2205 являются опциональными и проходят в специальных кризисных секторах. Если вам нужны редкие ресурсы, то можно отправиться в эти сектора и брать боевые задания, выполнение которых даёт вам редкие ресурсы.

## Разработка

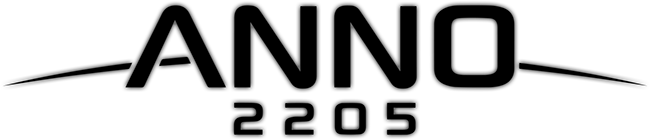
Логотип игры.

После Anno 2070, которая получила признание критиков, Ubisoft Blue Byte определила новое направление франшизы, в котором игра продолжает двигаться в будущее. Игра была разработана студией Ubisoft Blue Byte Mainz (ранее Related Designs, позднее Ubisoft Mainz). Ими были созданы Anno 1701 и Anno 1404. В игру решили не включать любые функции мультиплеера для того, чтобы игроки сосредоточились на своих собственных городах, и имели полный контроль над ними. В игре также представили больше возможностей, так как студия хотела обновить франшизу с выпуском 2205, и геймплей стал более обтекаемым.
Об Anno 2205 было объявлено во время конференции Electronic Entertainment Expo 2015 от Ubisoft. Также было объявлено о Season pass. Полная игра, а также дополнительный контент, входит в Золотое издание Anno 2205. Игроки, которые предварительно заказали игру, должны были получить доступ к закрытому бета-тестированию игры. Однако в августе 2015 разработчики отменили бета-тест. Вместо этого игроки, заказавшие игру, смогут получить элитные предметы и внутриигровые бонусы в Anno 2205.

## Загружаемые дополнения
В январе 2016 года было выпущено бесплатное дополнение Wildwater Bay. Оно предлагало игрокам новую карту площадью 100 гектаров — на тот момент самую большую во всей серии Anno — и возможность осваивать горные и приморские участки. Оно также содержало новые задания, связанные с подводными городами из Anno 2070, и также поручения от «большой пятёрки» крупнейших корпораций. В дополнении была расширена штаб-квартира корпорации и обновлён интерфейс, связанный с международной торговлей.
29 февраля 2016 года вышло DLC «Тундра» (англ. «Tundra»).
20 июля 2016 года вышло DLC «Орбита» (англ. «Orbit»).
4 октября 2016 года вышло последнее DLC «Новый рубеж» (англ. «Frontiers»).
27 октября 2016 года была выпущена версия Anno 2205: Ultimate Edition, включающая в себя основную игру и все выпущенные дополнения и обновления к ней.

## Оценки игры
| Сводный рейтинг       | Сводный рейтинг |
| Агрегатор             | Оценка          |
| --------------------- | --------------- |
| GameRankings          | 70,96 %         |
| Metacritic            | 72/100          |
| OpenCritic            | 69/100          |
| «Критиканство»        | 81/100          |
| Иноязычные издания    |                 |
| Издание               | Оценка          |
| IGN                   | 7/10            |
| Русскоязычные издания |                 |
| Издание               | Оценка          |
| «Игромания»           | 8,5/10          |
| «НИМ»                 | 5,9/10          |

По данным агрегатора рецензий Metacritic, игра получила «посредственные или смешанные» отзывы обозревателей.
Летом 2018 года, благодаря уязвимости в защите Steam Web API, стало известно, что точное количество пользователей сервиса Steam, которые играли в игру хотя бы один раз, составляет 200 623 человека.